# Camponotus mocquerysi
Camponotus mocquerysi är en myrart som beskrevs av Carlo Emery 1899. Camponotus mocquerysi ingår i släktet hästmyror, och familjen myror. Inga underarter finns listade.

## Bildgalleri

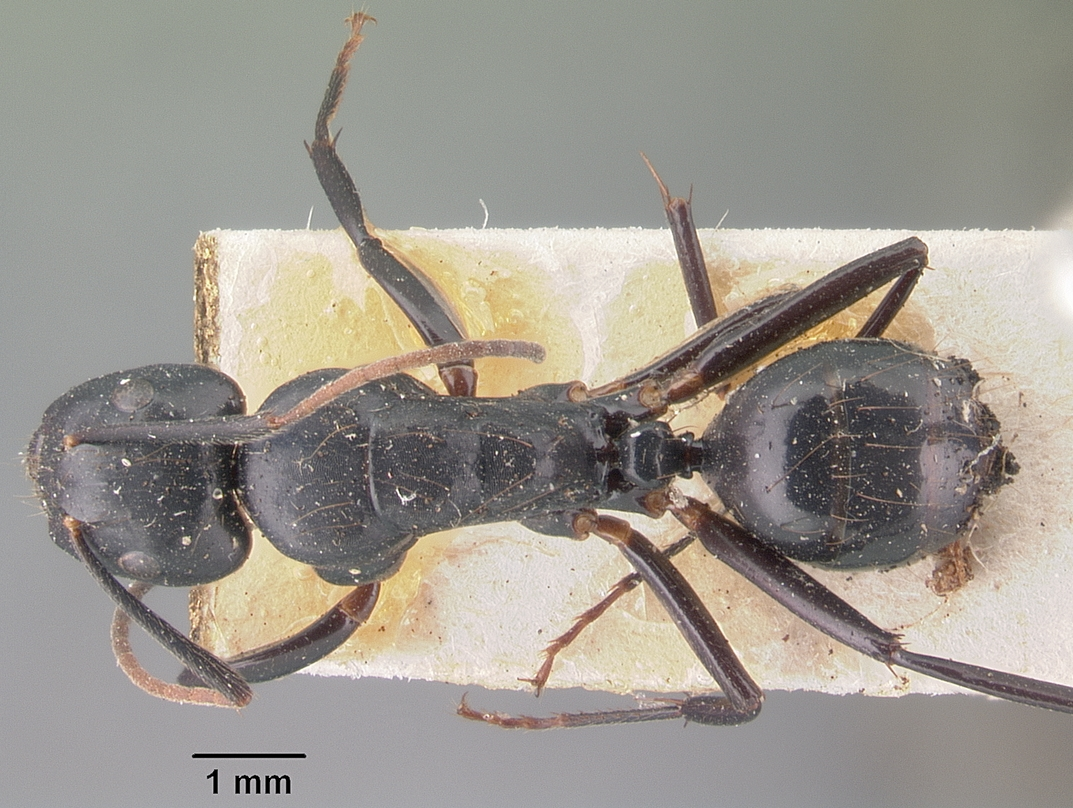
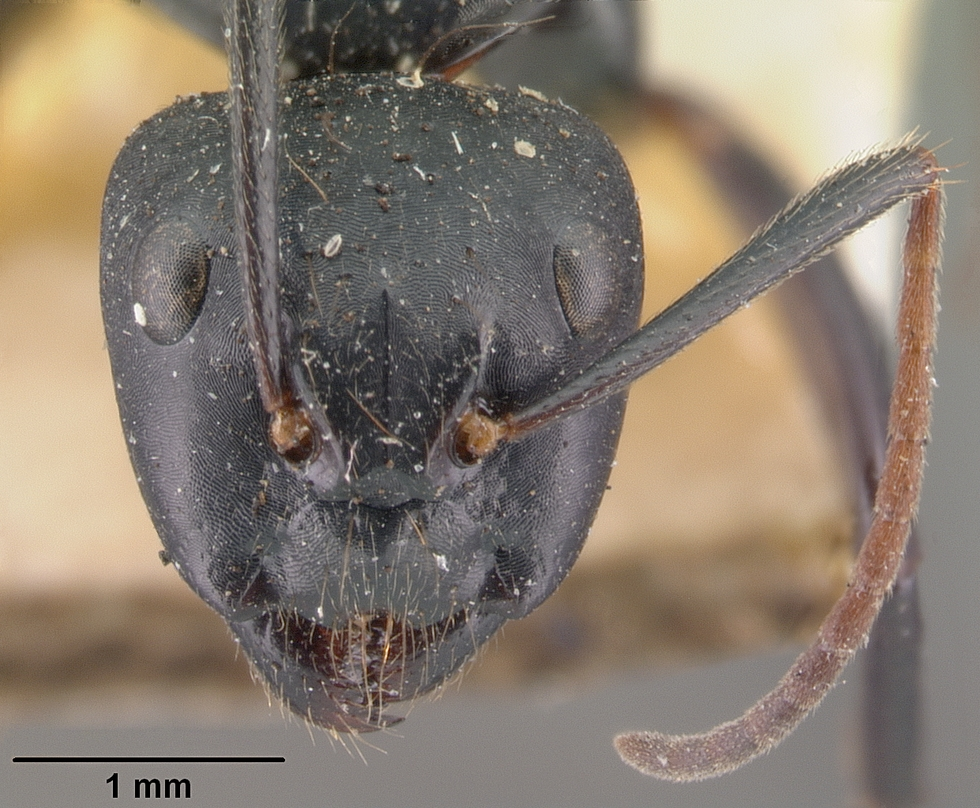
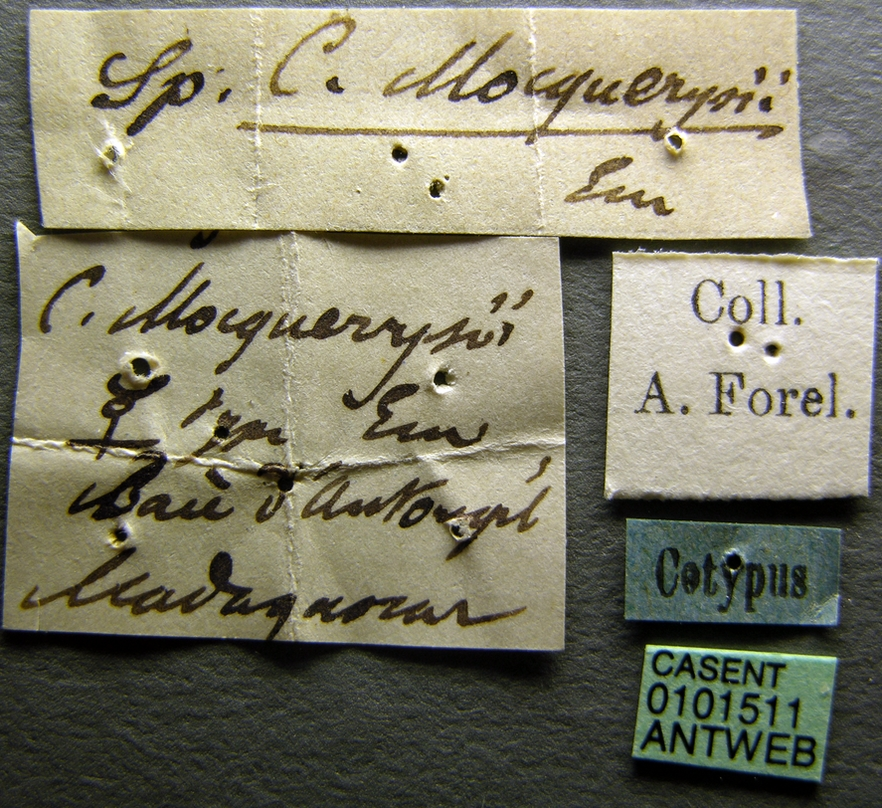
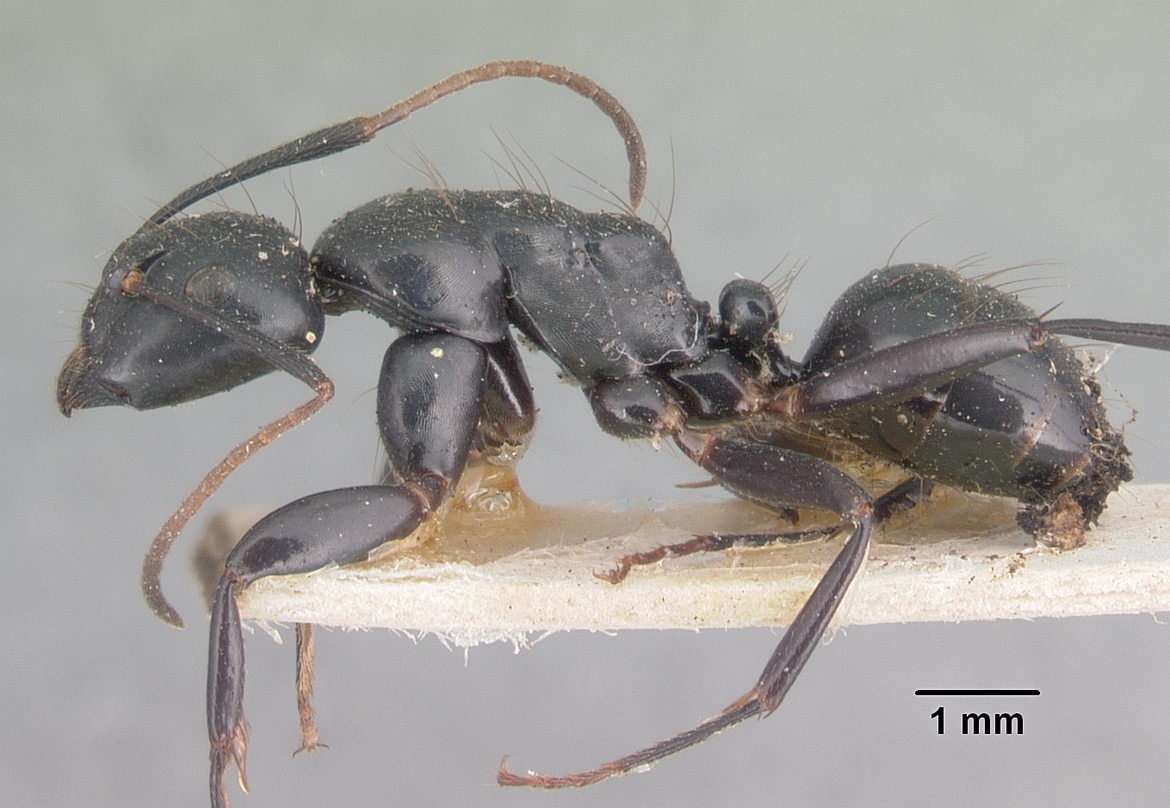
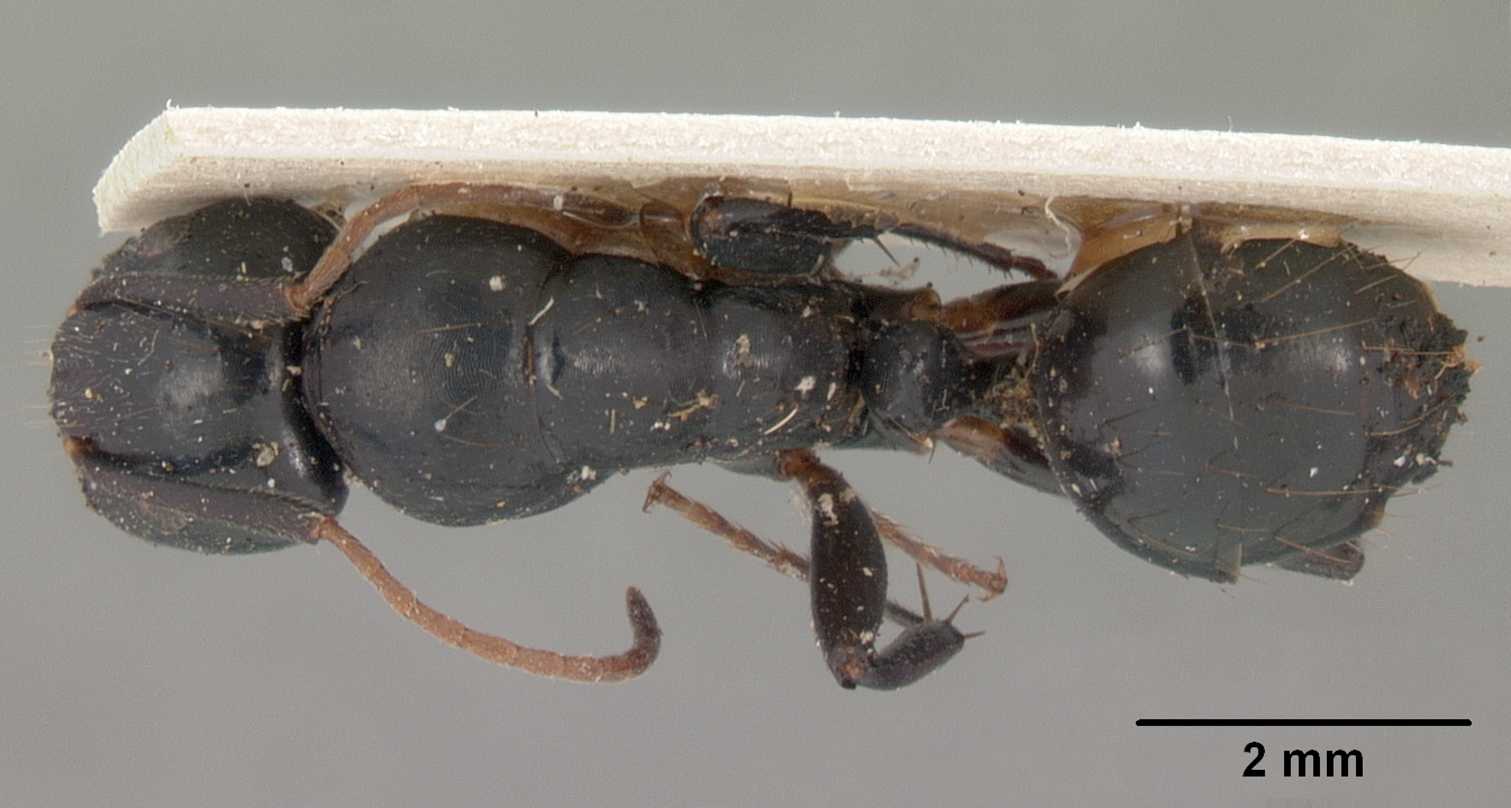
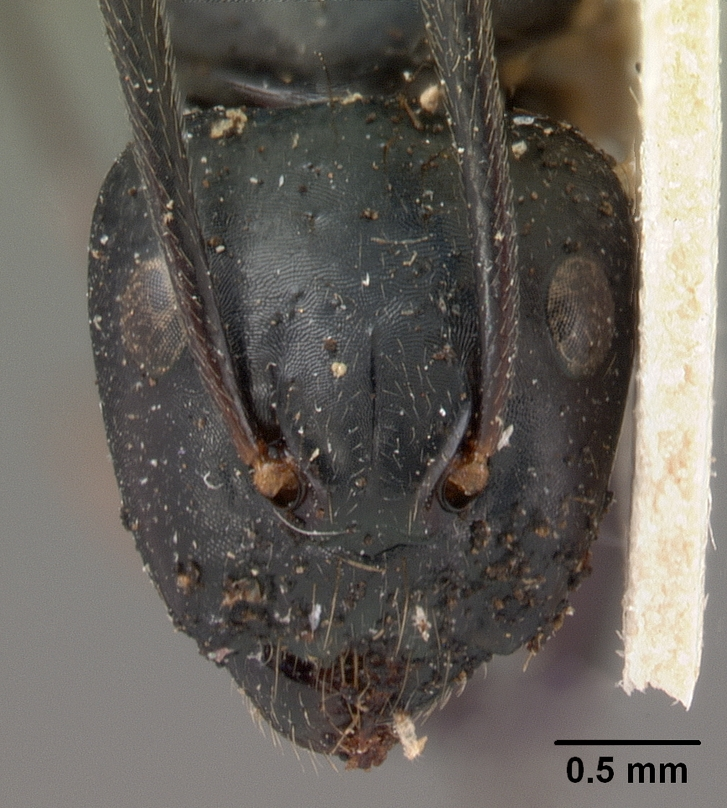